# 福長神社

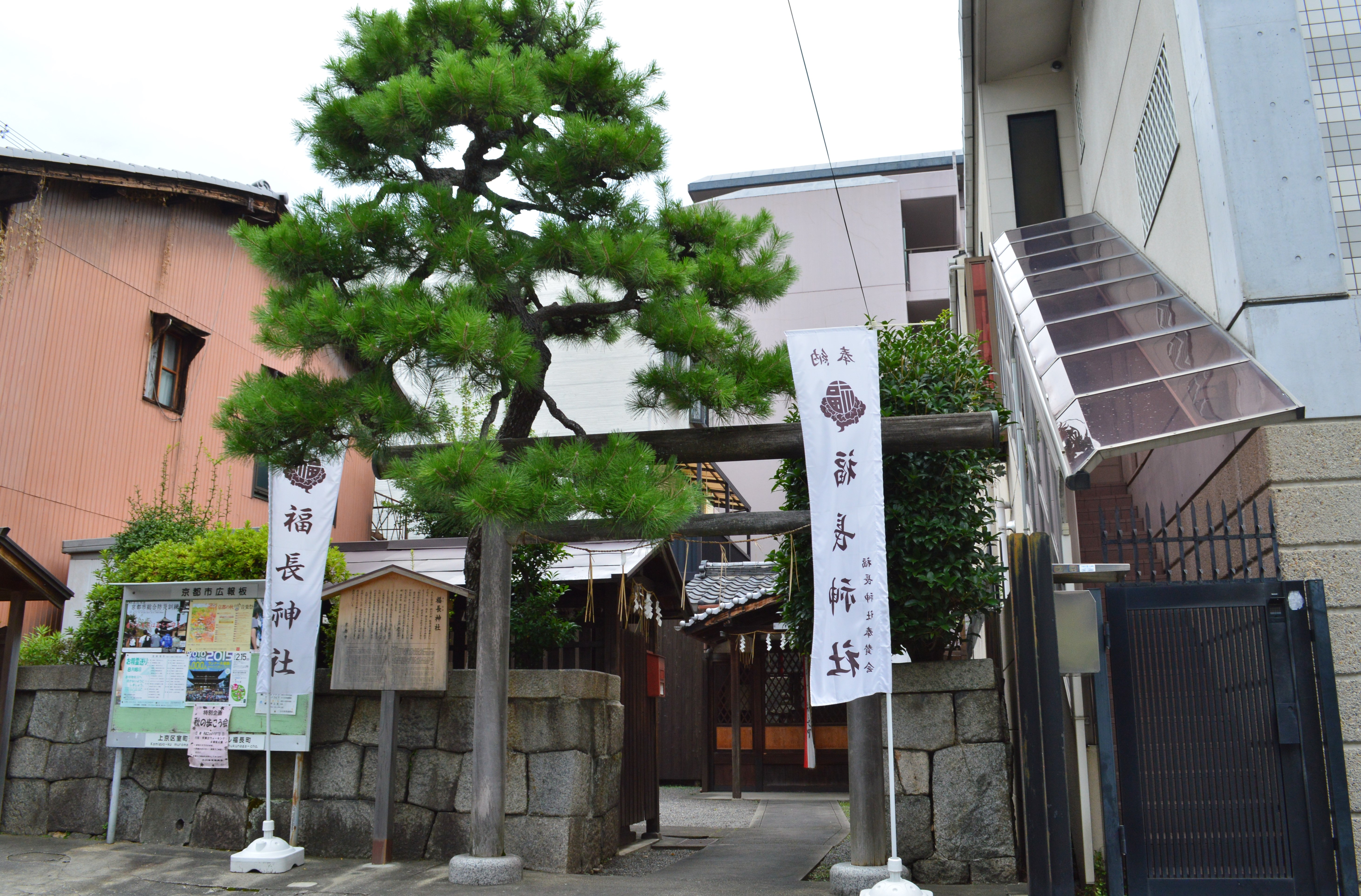
鳥居

福長神社（ふくながじんじゃ）は、京都府京都市上京区福長町にある神社。式内社（大社2座）。別称として「福長稲荷」とも。

## 祭神
祭神は次の3柱。
- 福井神 （さくいのかみママ）
- 綱長井神 （つながいのかみ）
- 稲荷神 （いなりのかみ） - 合祀神。

社名の「福長」は、福井神・綱長井神の神名による。これら2柱は、『延喜式』神名帳において平安京大内裏の神祇官西院に祀られたと見える「座摩巫祭神 五座」のうちの2座に相当する。両神はいずれも井戸の神で、元は宮中の井戸を守護する神であったとされる。

## 歴史

### 概史
延長5年（927年）成立の『延喜式』神名帳では、宮中の「神祇官西院坐御巫等祭神」のうちで生井神・福井神・綱長井神・波比祇神・阿須波神について「座摩巫祭神五座 並大 月次新嘗」と記されており、5柱は式内大社に列するとともに月次祭・新嘗祭において幣帛に預かっていた。これら5柱は、貞観元年（859年）にも無位から従四位上に神階の昇叙を受けている。
社伝では、天正年間（1573年-1592年）の豊臣秀吉による聚楽第造営または廃城の際に現在地に遷座したという。ただし、天正2年（1574年）に織田信長が上杉謙信に贈ったとされる「洛中洛外図屏風」では、すでに現在の場所において福長神社が確認される。
天明8年（1788年）の天明の大火による焼失以降、現在まで社殿は小祠となっている。

### 神階
- 貞観元年（859年）1月27日、無位から従四位上 （『日本三代実録』）[5] - 表記は「福井神」「綱長井神」。